# Baskouré (Baskouré)
Pour les articles homonymes, voir Baskouré.
Baskouré est une commune située dans le département de Baskouré, dont elle est le chef-lieu, de la province de Kouritenga dans la région du Centre-Est au Burkina Faso.

## Géographie
La commune est traversée par la route nationale 4.

## Histoire
La commune accueille le petit séminaire catholique Saint-Augustin.